# Brie (ser)

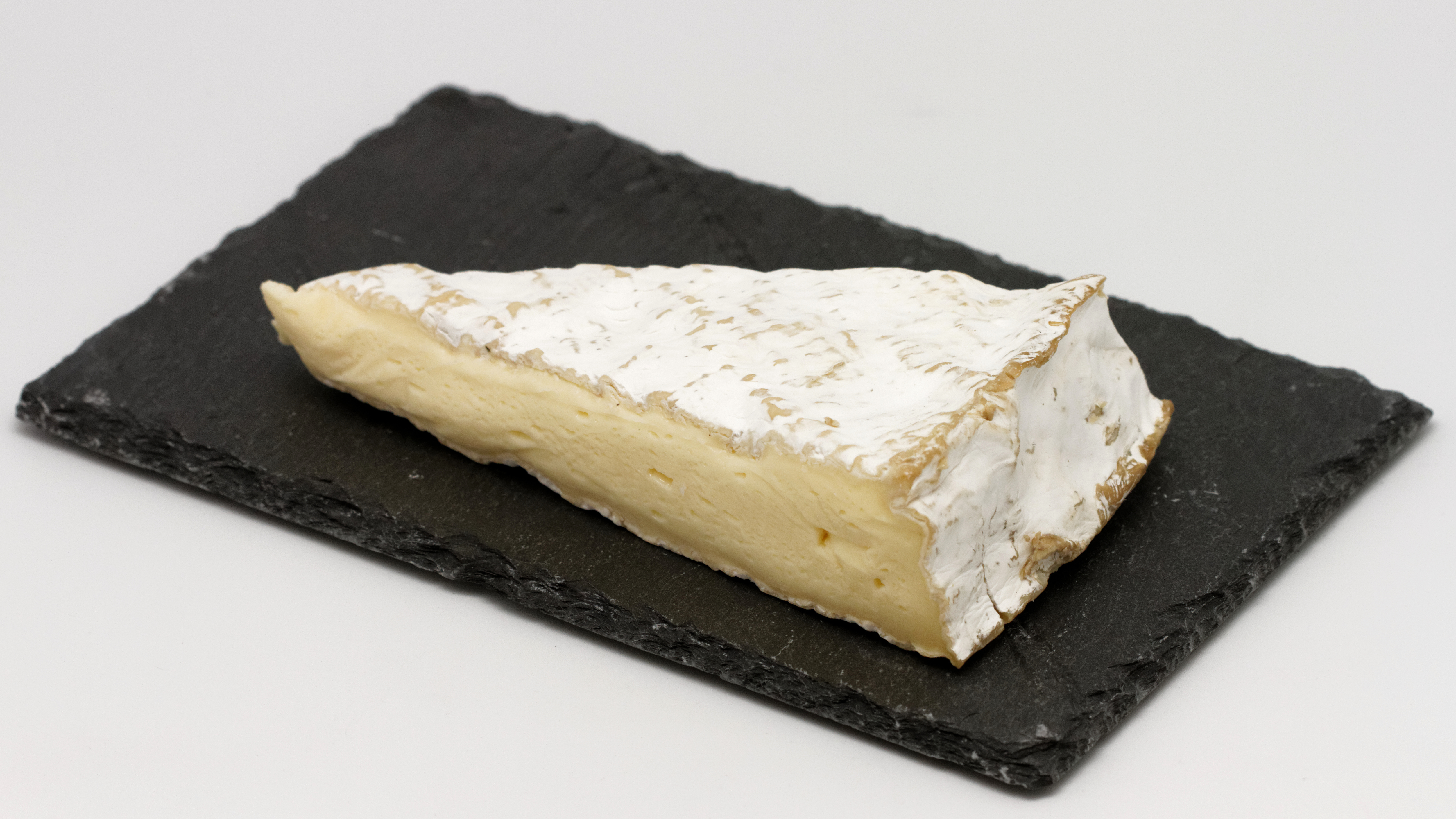
Brie de Meaux

Brie – odmiana francuskiego sera podpuszczkowego wytwarzanego z krowiego mleka, o delikatnej woni pleśni oraz dymu. Ma białą, aksamitną skórkę i biało-żółty miąższ o intensywnym smaku.
Ser tego typu produkuje się w wielu krajach, lecz tylko produkowane w departamencie Sekwana i Marna niedaleko Paryża posiadają certyfikat pochodzenia.
Wytwarzany jest w postaci okrągłych bloczków o średnicy 32,5–40 cm i różnej grubości. Ma śmietankowy smak i charakterystyczny, lekko pieczarkowy zapach. Swoją charakterystyczną skórkę ser brie zawdzięcza Penicillium camemberti, które biorą udział w procesie dojrzewania, znakomicie podnosząc smak sera.
Do najbardziej znanych odmian należą: Brie de Melun, o słonym wyrazistym smaku, Brie de Montereau, łagodny ser wiejski oraz Brie de Meaux – najłagodniejszy i najbardziej ceniony. Są też odmiany Brie z pieprzem, grzybami, orzechami włoskimi, ziołami, a nawet brie poprzerastane żyłkami błękitnej pleśni.

## Wartości odżywcze
Ser ten posiada znaczne ilości witaminy A, dużo retinolu (0,265 mg na 100 g), β-karotenu (0,122 mg na 100 g) i kobalaminy. Ilość cholesterolu w 100 g sera wynosi 72 mg. Jak każdy ser, również i Brie posiada znaczne ilości cennych aminokwasów.
| Ilość aminokwasów w 100 g | Ilość aminokwasów w 100 g |
| Nazwa                     | Ilość w mg                |
| ------------------------- | ------------------------- |
| Izoleucyna                | 902                       |
| Leucyna                   | 1713                      |
| Lizyna                    | 1638                      |
| Metionina                 | 527                       |
| Cystyna                   | 101                       |
| Fenyloalanina             | 1028                      |
| Tyrozyna                  | 1061                      |
| Treonina                  | 669                       |
| Tryptofan                 | 284                       |
| Walina                    | 1187                      |
| Arginina                  | 651                       |
| Histydyna                 | 635                       |
| Alanina                   | 760                       |
| Kwas asparaginowy         | 1195                      |
| Kwas glutaminowy          | 3888                      |
| Glicyna                   | 342                       |
| Prolina                   | 2181                      |
| Seryna                    | 1036                      |